# Голова Палати Представників Білорусі
Голова Палати представників Національних зборів Республіки Білорусь (біл. Старшыня Палаты прадстаўнікоў Нацыянальнага сходу Рэспублікі Беларусь, рос. Председатель Палаты представителей Национального собрания Республики Беларусь) — одна з найвищих державних посад законодавчої влади  Республіки Білорусь. Голова Палати представників Національних зборів Республіки Білорусь здійснює керівництво Палатою представників Національних зборів Республіки Білорусь, він обирається депутатами, попередньо запропонованим на пленарному засіданні Палати представників Національних зборів Республіки Білорусь депутатськими фракціями чи народними депутатами.
Нині посаду Голови Палати представників Національних зборів Республіки Білорусь обіймає Ігор Сергєєнко.

## Голови Палати представників Національних зборів Республіки Білорусь

2-й і 4-й Голова Палати представників Національних зборів Республіки Білорусь Вадим Попов2-й і 4-й Голова Палати представників Національних зборів Республіки Білорусь Вадим Попов
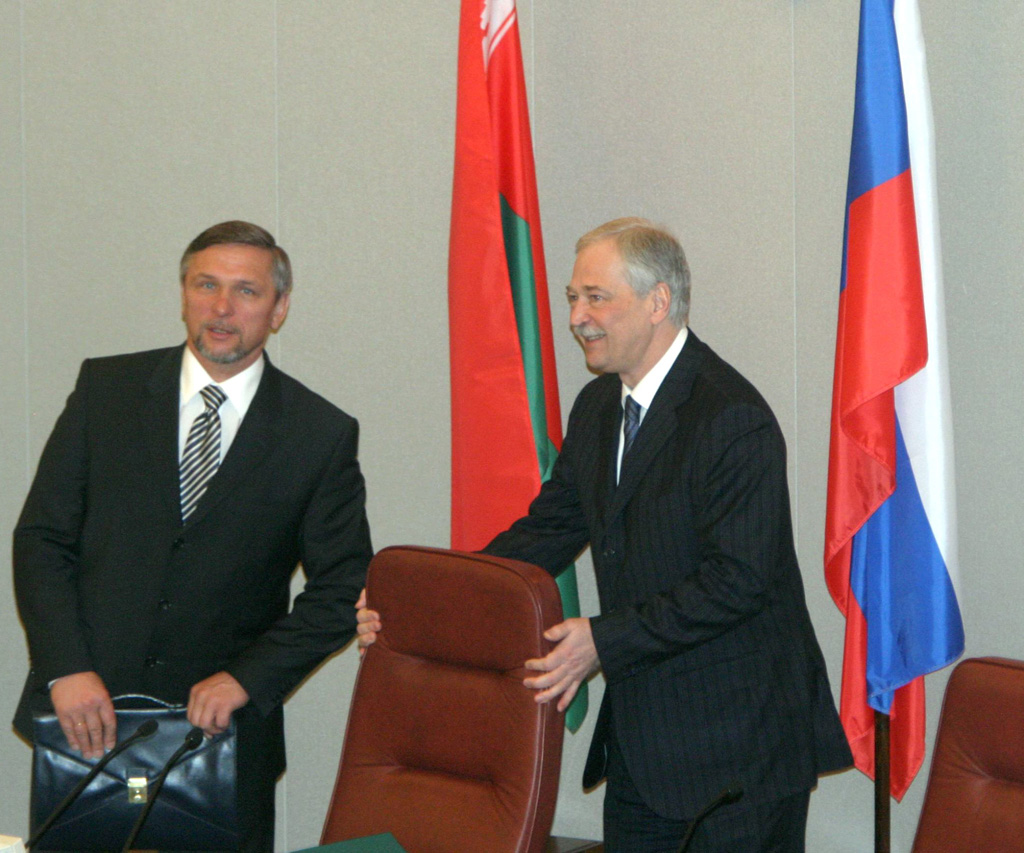
3-й Голова Палати представників Національних зборів Республіки Білорусь Володимир Конопльов
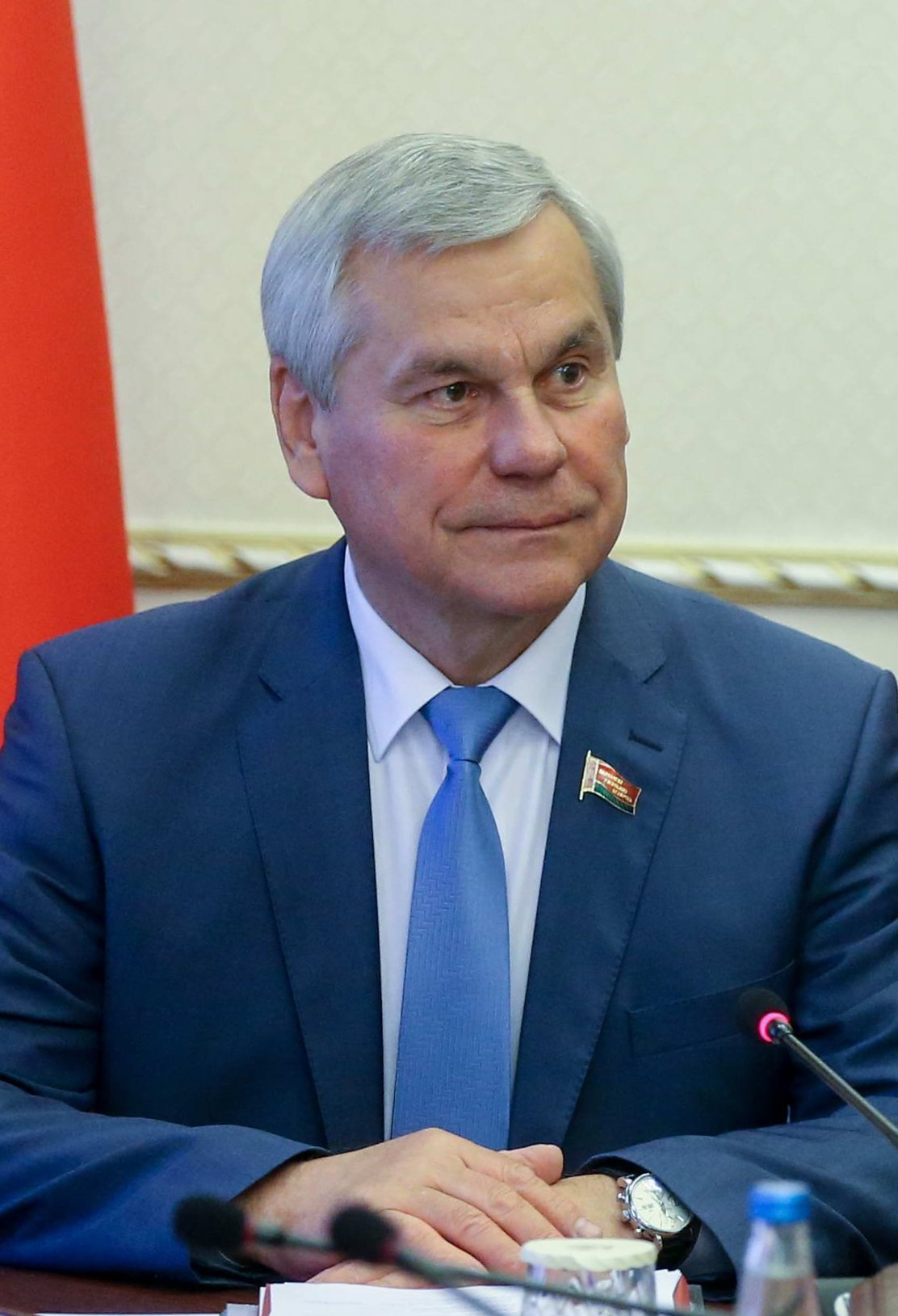
5, 6, 7-й Голова Палати представників Національних зборів Республіки Білорусь Володимир Андрейченко
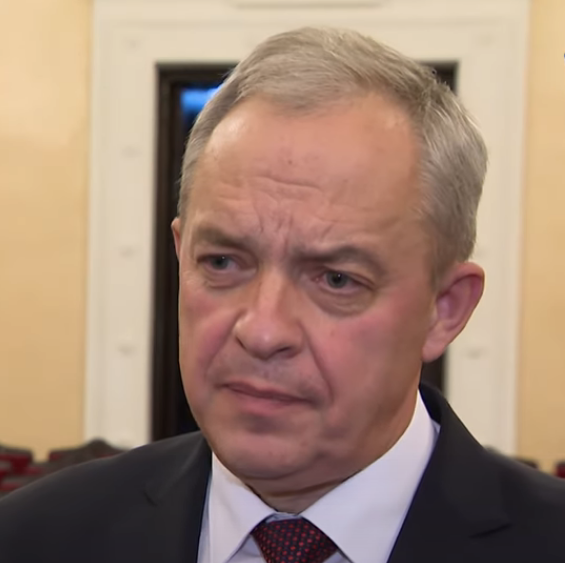
8-й Голова Палати представників Національних зборів Республіки Білорусь Ігор Сергєєнко